# Danh sách sở thú ở Ấn Độ
Trung tâm quản lý sở thú Ấn Độ (CZA) là cơ quan chính quyển quản lý tất cả các sở thú ở Ấn Độ
- Sở thú rừng Allen, Kanpur
- Sở thú Lucknow, Lucknow
- Công viên quốc gia động vật, Delhi
- Sở thú ChattBir, Zirakpur, Punjab
- Công viên động vật Nehru, Hyderabad
- Công viên động vật Indira Gandhi, Visakhapatnam.
- Sở thú Jijamata Udyaan, Mumbai, Maharashtra
- Công viên động vật Arignar Anna (Sở thú Vandalur), Chennai
- Vườn động vật Alipore, Kolkata
- Sở thú Mysore, Karnataka
- Công viên động vật Padmaja Naidu Himalayan, Darjeeling
- Vườn động vậtSakkarbaug, Junagadh, Gujarat
- Sở thú ngân hàng uỷ thác Madras Crocodile
- Công viên rắn Parassinikkadavu
- Sở thú Nandankanan, Orissa, Ấn Độ
- Sở thú Guwahati, Assam, Ấn Độ
- Sở thú Marble Palace, Kolkata
- Sở thú Sanjay Gandhi Jaivik Udyan, Patna
- Sở thú Trivandrum, Trivandrum, Ấn Độ
- Công viên động vật Rajiv Gandhi, Pune, Maharashtra

Danh sách các sở thú toàn thế giới bao gồm Ấn Độ